# Activity Based Costing
Activity Based Costing (ABC) è un metodo di studio di un'industria o impresa che fornisce dati sull'effettiva incidenza dei costi associati a ciascun prodotto e ciascun servizio venduto dall'impresa stessa, a prescindere da quale sia la sua struttura organizzativa.
Nasce negli anni Ottanta in diverse facoltà universitarie di economia negli USA e dal lì si estende in applicazione in America e Europa. L'Activity Based Costing si sta evolvendo via via in conseguenza dell'evolversi dell'economia e della scoperta dei limiti dell'approccio stesso. Nascono nuovi modelli di analisi, quali l'Activity Based Management.

## Scopo dell'ABC
Scopo dell'ABC è quello di portare l'impresa ad auto-analizzarsi, ponendosi domande sulla propria produttività: quali attività coinvolgono ogni dipendente, quanto costano in termini di tempo, denaro e risorse umane, quali sono produttive e quali no, quali sono necessarie anche se non direttamente produttive e quali siano una semplice perdita di tempo.
L'ABC porta anzitutto a controllare i costi, per arrivare a gestirli in modo dinamico e finalizzato a seguire razionalmente l'andamento del mercato e del valore che il mercato attribuisce al prodotto o servizio che si desidera vendere.
Per fare un esempio estremamente scarno, possiamo dire che è più produttivo, per un'azienda, avere un sistema integrato dei dati di uso aziendale, che possa essere usato da più unità di produzione e in cui queste possano immettere dati in modo sinergico, anziché averne due separati che non comunicano tra loro. Queste possono contenere informazioni ridondanti e spesso costringono le unità a passarsi dati l'una con l'altra in modo improprio, inoltre è difficile effettuare schedulazioni di lavorazione, in mancanza di un sistema dati integrato. Scoprire che questo semplice "fatto" è una criticità, che genera sovrapposizione di lavoro e dunque spreco di risorse temporali e umane, è molto più produttivo che non investire denaro per comprare computer nuovi di zecca che non possono comunicare con un sistema integrato, pensando che i ritardi di processo siano dovuti ad una generica scarsa informatizzazione dell'azienda.
L'analisi risulta molto importante per determinare i costi "sotterranei" determinati da un processo. In altre parole risponde alle fin troppo consuete domande: "ma dove li abbiamo fatti sparire tutti questi soldi?", "quanto tempo hai detto che ci abbiamo messo?" , "ma serve davvero tutto questo personale per fare questa attività?".
Il pregio dell'ABC è che è adattabile e scalabile sia per grandi organizzazioni quanto per le piccole e che obbliga le parti a fare analisi realistiche sulla propria produttività e professionalità, riducendo il rischio di tagli di budget irrazionali a risorse preziose o, al contrario, di investimenti ingiustificati in settori a scarso potenziale di crescita. Implica, non ultimo, la necessità di organizzare il flusso produttivo meglio per ridurre gli sprechi e finalizzare la professionalità delle risorse aziendali, siano umane o materiali.

### Metodologia dell'ABC: le varie Fasi di analisi
La ABC si può distinguere in cinque fasi necessarie per arrivare a comprendere e quindi migliorare i rapporti di input-output di una azienda: input è ciò che è necessario o utilizzato per produrre l'output, cioè il prodotto o servizio. L'input, quindi, è rappresentato dai costi e dalle attività in gioco, che possono essere produttive e necessarie, oppure esserlo meno. L'analisi ABC permetterà di comprendere se una parte dell'input è improduttiva o non necessaria e quale parte sia.

#### Analisi di Attività
L'azienda deve anzitutto comprendere esattamente quali attività svolge, intendendo con attività non tanto cosa produce, quanto le differenti cose necessarie per far sì che un dato prodotto o servizio prenda forma e sia vendibile sul mercato.
In quest'ottica l'operato dell'azienda è diviso in attività che interagiscono tra loro ed è determinante ai fini della ABC scoprire quali attività costino quanto, più che quali centri produttivi generino un dato costo.
Per individuare queste attività e quindi poterle analizzare solitamente si cerca di riportare ai minimi termini concettuali un'attività o funzione. Si arriva, quindi, a dividere il processo in unità produttive primarie relazionate a flussi produttivi univoci. In altre parole si cerca di identificare chi copre una data funzione e cosa, di quella funzione, sia in comune con altre unità di business dell'azienda, per capire in che modo il flusso di produzione si sovrappone e si fonde. 
Nei punti di sovrapposizione o fusione possono, infatti, generarsi sprechi, conflitti o incomprensioni tali per cui un'attività può venire ripetuta da enti diversi, mentre un'altra non viene eseguita affatto.
Per ottenere questo, spesso si effettua un'intervista sul personale nell'ambito dei vari centri di costo e/o delle proprie unità organizzative e funzionali. 
Vengono analizzate le proprie attività operative, qualitative e quantitative: quali siano le mansioni, e chi le svolga, a che livello di professionalità e specializzazione si opera, che range di azione si abbia, quanto siano estesi gli ambiti operativi. Contestualmente si analizzano anche i cost driver relativi, ovvero quante risorse economiche siano coinvolte.
Si va quindi a dividere tra attività aziendali a valore aggiunto e "senza valore aggiunto", attività aziendali primarie e secondarie, e infine tra attività aziendali necessarie e discrezionali.

##### Tipi differenti di attività
Un'attività si dice a valore aggiunto se il suo risultato è direttamente relazionato alle richieste del cliente, al servizio o prodotto che l'azienda vende. All'opposto abbiamo le attività amministrative o di logistica che garantiscono il funzionamento dell'azienda stessa e che possono essere necessarie, anche se non hanno valore aggiunto.
Un'attività si dice primaria se supporta e sostiene lo scopo fondamentale dell'azienda, la sua mission. Un'attività secondaria, invece, è quella che rende possibile la primaria.
Un'attività è necessaria se va eseguita sempre e continuativamente per assicurare il corretto funzionamento del sistema azienda, all'opposto abbiamo attività discrezionali, che si intraprendono solo quando la direzione operativa lo richiede.
Uno degli scopi primari dell'ABC è individuare quali attività senza valore aggiunto siano necessarie e quali siano non necessarie per eliminarle a favore di più attività a valore aggiunto. Lo stesso vale per le attività necessarie e discrezionali: è tanto importante che le prime vengano svolte sempre, quanto che le seconde lo siano solo se e quando effettivamente necessarie a giudizio del management.

#### Raccolta dati relativi ai costi
Successivamente si esegue un'accurata analisi, tramite dati reali o tramite formule di assegnazione, dei costi necessari all'azienda per esistere e produrre: stipendi, investimenti in ricerca, macchinari di vario tipo, arredo per uffici, investimenti in sviluppo e formazione, e quant'altro.

#### Riconduzione dei costi alle rispettive attività
Questa fase somma l'input di attività e l'input di costi, per ottenere l'input totale, cioè tutto quanto una ditta "mette in gioco" per generare il suo prodotto o servizio. Lo scopo non è ancora il calcolo matematico dei costi, quanto piuttosto individuare con esattezza da dove questi provengano.
Ne deriva che un output consuma attività per esistere. Le attività hanno a loro volta consumato costi e parimenti risorse (di tempo e di personale).
I costi totali di un'attività sono dati dalla percentuale di tempo utilizzato da una unità di produzione aziendale (reparto, settore, filiale, divisione, stabilimento, zona  unità di business, ecc) per ognuna delle sue attività moltiplicata per i costi totali in entrata per quella unità produttiva.

#### Calcolo dell'Output
Questa fase si occupa di calcolare il reale ammontare dei costi per unità produttiva. È probabile che le singole unità produttive abbiano più di un output, cioè che un'attività serva a produrre più servizi o prodotti, tuttavia si ricerca quale sia l'output principale, tra tutti. È necessario, arrivati a questo punto dell'analisi, che si possa misurare e calcolare il volume dell'output aziendale, cioè che si possa valutare tangibilmente in una scala di misura il servizio o prodotto che la ditta fa e andrà a vendere.
Il costo della unità produttiva, infatti, è dato dal costo input totale diviso il volume di output della attività produttiva principale.
Ciò permette di stabilire quanto effettivamente consumino (denaro, tempo, personale, ecc) le differenti attività.
Il totale di consumo ciascun'attività è aumentato dal costo dell'unità produttiva che se ne occupa e va ad aggiungersi come costo complessivo di attività aziendale.

#### Analisi dei costi
Avendo in mano i dati necessari si possono identificare le risorse umane giuste per migliorare la situazione, siano esse già presenti in ditta o siano risorse esterne, da assumere o di cui avere la consulenza.
Parimenti importante si arriva a identificare la percentuale di attività che consumano la maggior parte dei costi: avendo individuato quali attività non siano a valore aggiunto, non necessarie e secondarie, non sarà difficile comprendere dove tagliare i costi e dove investire per aumentare in reale efficienza, senza correre il rischio di tagliare risorse importanti.

### Strumenti per l'analisi
Solitamente la ditta che voglia effettuare un'analisi di questo tipo si affida a consulenti specializzati o a ditte di analisti specifici del settore. Esistono metodologie di ABC diverse che vengono tuttavia ricondotte a macroanalisi generiche: queste vengono adattate dagli esperti incaricati ai singoli contesti in collaborazione con il management e il personale aziendale.
Esistono, inoltre, numerosi software dedicati allo scopo, dai più semplici a interi pacchetti applicativi generati appositamente per l'azienda in analisi.